# Pic de Diana
Le pic de Diana (en anglais : Diana's Peak) est le point culminant, à 818 mètres, de l'île de Sainte-Hélène dans les territoires britanniques d'outre-mer de Sainte-Hélène, Ascension et Tristan da Cunha. Les 81 ha entourant le sommet ont été déclarés parc national du Pic de Diana en 1996,.

## Géographie

Le pic de Diana au centre de l'île.

Situé au centre de l'île, le pic de Diana est le tripoint des districts de Sandy Bay (sud-ouest), Levelwood (est) et de Longwood (nord). Son sommet, constitué de trois éminences sur la ligne de crête que sont le Point Cuckold, le mont Actaeon et le pic de Diana, est à 818 mètres. C'est depuis le sommet que s'ouvre vers le nord et descend la vallée de Jamestown qui mène à la capitale de l'île.

## Flore et faune
Les pentes de la montagne sont constituées d'une forêt de fougères tropicales qui héberge 393 espèces d'invertébrés dont 217 sont endémiques de l'île.